# Cypress Semiconductor
Cypress Semiconductor était une entreprise de semi-conducteur basée à San José en Californie. Elle a été fondée en 1982 et sera rachetée en 2020 par Infineon,,,.

## Activité
Systèmes embarqués pour l'automobile, l'industrie, la domotique, les appareils électroménagers, l'électronique grand public et les produits médicaux. 

## Histoire
En décembre 2014, Cypress annonce sa fusion avec l'entreprise de semi-conducteur Spansion, co-entreprise de AMD et Fujitsu jusqu'en 2005, pour 1,59 milliard de dollars, pour créer une nouvelle entreprise sous son nom. En juin 2015, la fusion est annulée de par l'opposition des autorités de la concurrence américaines. En septembre 2015, Cypress tente d'acquérir Atmel, mais abandonne à la suite d'une offre plus élevée de la part de Dialog Semiconductor.
En avril 2016, Cypress Semiconductor annonce l'acquisition de l'activité Internet des objets de Broadcom pour 550 millions de dollars.
En juin 2019, Infineon annonce l'acquisition de Cypress Semiconductor pour 10 milliards de dollars.